# 앤티퍼디스 제도

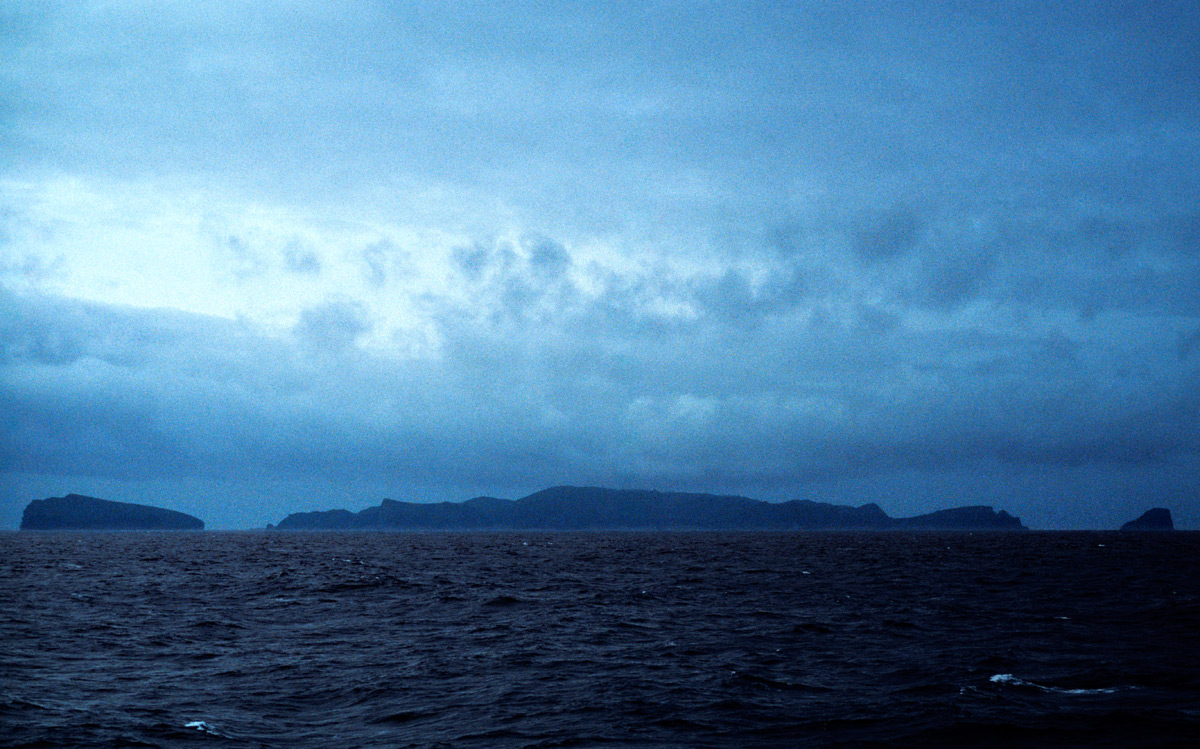

앤티퍼디스 제도(Antipodes Islands)는 아남극의 무인화산제도이다. 이 21제곱킬로미터의 군도는 남동쪽으로 스튜어트섬까지는 860킬로미터, 북동쪽으로 캠벨아일랜드까지는 730킬로미터 떨어져 있다. 프랑스 노르망디 대척점에 매우 가까우며, 다시 말해 여기서 가장 먼 도시는 프랑스 쉘부르이다.
이 제도는 면적이 20제곱킬로미터에 이르는 하나의 주된 섬 앤티퍼디스섬과 북쪽으로 볼론스섬, 그리고 수많은 작은 섬들과 시스택으로 구성된다.
이 제도는 다른 뉴질랜드 남극 연안의 섬들과 함께 유네스코 세계유산에 등재되어 있다. 천연보호구역이며 일반적인 접근은 불가능하다.

## 같이 보기
- 남극의 영유권 주장 목록
- 뉴질랜드 남극 연안의 섬